# Einöllen
Einöllen település Németországban, Rajna-vidék-Pfalz tartományban. Lakosainak száma 405 fő (2023. december 31.).

## Népesség
A település népességének változása:
| Lakosok száma | 546  | 431  | 419  | 421  | 406  | 405  |
|               | 1975 | 2017 | 2019 | 2021 | 2022 | 2023 |